# Berlovine
Berlovine (kyrillisch: Берловине) ist ein Dorf im Westen Serbiens, nahe der Grenze zu Bosnien und Herzegowina. 

## Geographie und Bevölkerung
Das Dorf liegt in der Opština Ljubovija, im Okrug Mačva. Der Ort hatte bei der Volkszählung 2002 276 Einwohner, während es 1991 382 Einwohner waren. Nach den letzten drei Bevölkerungsstatistiken fällt die Einwohnerzahl von Berlovine weiter. Die Bewohner sind ausschließlich Serben. Das Dorf besteht aus 93 Haushalten.
Das Dorf ist etwas südlich vom Fluss Ljuboviđa gelegen. Die Ortschaft liegt östlich der Drina. Berlovine liegt nördlich der Gemeindehauptstadt Ljubovija.

## Demographie
| Jahr | Einwohnerzahl |
| ---- | ------------- |
| 1948 | 857           |
| 1953 | 879           |
| 1961 | 789           |
| 1971 | 657           |
| 1981 | 550           |
| 1991 | 382           |
| 2002 | 276           |

## Belege
- Knjiga 9, Stanovništvo, uporedni pregled broja stanovnika 1948, 1953, 1961, 1971, 1981, 1991, 2002, podaci po naseljima, Republički zavod za statistiku, Beograd, maj 2004, ISBN 86-84433-14-9
- Knjiga 1, Stanovništvo, nacionalna ili etnička pripadnost, podaci po naseljima, Republički zavod za statistiku, Beograd, Februar 2003, ISBN 86-84433-00-9
- Knjiga 2, Stanovništvo, pol i starost, podaci po naseljima, Republički zavod za statistiku, Beograd, Februar 2003, ISBN 86-84433-01-7